# Кастелана (Пескара)
Кастелана (итал. Castellana) је насеље у Италији у округу Пескара, региону Абруцо.
Према процени из 2011. у насељу је живело 762 становника. Насеље се налази на надморској висини од 102 м.